# Rolex Sports Car Series 2008
Navigation
Édition précédente Édition suivante
Le 'Grand American Road Racing Championship 2008' (officiellement appelé le 2008 Rolex Sports Car Series) est la neuvième saison du championnat américain d'endurance organisé par la Grand American Road Racing Association. L'édition 2008 s'est déroulée du 26 janvier au 20 septembre. Deux catégories de voiture ont participé à cette saison, les Daytona Prototype (en) (DP) et les Grand tourisme (GT).

## Calendrier
| N° | Date                     | Nom de la course                       | Catégorie | Durée              | Circuit                        | Lieu          | État, Pays              |
| -- | ------------------------ | -------------------------------------- | --------- | ------------------ | ------------------------------ | ------------- | ----------------------- |
| 1  | 26 janvier et 29 janvier | 24 Heures de Daytona                   | DP / GT   | 24 heures          | Daytona International Speedway | Daytona Beach | Floride, États-Unis     |
| 2  | 29 mars                  | Gainsco Grand Prix of Miami            | DP / GT   | 250 miles (400 km) | Homestead-Miami Speedway       | Homestead     | Floride, États-Unis     |
| 3  | 19 avril                 | Mexico City 250                        | DP / GT   | 250 miles (400 km) | Autódromo Hermanos Rodríguez   | Mexico        | Mexico, Mexique         |
| 4  | 27 avril                 | Bosch Engineering 250 at VIR           | DP / GT   | 250 miles (400 km) | Virginia International Raceway | Danville      | Virginie, États-Unis    |
| 5  | 17 mai                   | RumBum.com 250                         | DP / GT   | 250 miles (400 km) | Mazda Raceway Laguna Seca      | Monterey      | Californie, États-Unis  |
| 6  | 26 mai                   | Lime Rock GT Classic 250               | GT        | 250 miles (400 km) | Lime Rock Park                 | Lakeville     | Connecticut, États-Unis |
| 7  | 7 juin                   | 6 Heures de Watkins Glen               | DP / GT   | 6 heures           | Watkins Glen International     | Watkins Glen  | New York, États-Unis    |
| 8  | 21 juin                  | EMCO Gears Classic                     | DP / GT   | 250 miles (400 km) | Mid-Ohio Sports Car Course     | Lexington     | Ohio, États-Unis        |
| 9  | 3 juillet                | Brumos Porsche 250                     | DP / GT   | 250 miles (400 km) | Daytona International Speedway | Daytona Beach | Floride, États-Unis     |
| 10 | 20 juillet               | Porsche 250 Presented by Bradley Arant | DP / GT   | 250 miles (400 km) | Barber Motorsports Park        | Birmingham    | Alabama, États-Unis     |
| 11 | 1 août                   | Circuit Gilles Villeneuve              | DP / GT   | 200 miles (320 km) | Circuit Gilles-Villeneuve      | Montréal      | Québec, Canada          |
| 12 | 8 août                   | Crown Royal 200 at the Glen            | DP        | 200 miles (320 km) | Watkins Glen International     | Watkins Glen  | New York, États-Unis    |
| 13 | 23 août                  | Armed Forces 250                       | DP        | 250 miles (400 km) | Sonoma Raceway                 | Sonoma        | Californie, États-Unis  |
| 14 | 31 août                  | Supercar Life 250                      | DP / GT   | 250 miles (400 km) | New Jersey Motorsports Park    | Millville     | New Jersey, États-Unis  |
| 15 | 20 septembre             | SunRichGourmet.com 1000                | DP / GT   | 1 000 km (620 Mi)  | Miller Motorsports Park        | Tooele        | Utah, États-Unis        |

## Résultats

### Daytona Prototypes(en)(DP)
| Pos. | Pilote(s)         | DAY | HOM | MEX | VIR | LGA | WGL | MDO | DAY | BAR | MON | WGL | SON | NJ | SLK | Pts |
| ---- | ----------------- | --- | --- | --- | --- | --- | --- | --- | --- | --- | --- | --- | --- | -- | --- | --- |
| 1    | Scott Pruett      | 1   | 1   | 2   | 1   | 3   | 1   | 8   | 1   | 1   | 5   | 13  | 6   | 9  | 9   | 408 |
| 1    | Memo Rojas        | 1   | 1   | 2   | 1   | 3   | 1   | 8   | 1   | 1   | 5   | 13  | 6   | 9  | 9   | 408 |
| 2    | Jon Fogarty       | 2   | 6   | 4   | 14  | 4   | 8   | 1   | 2   | 16  | 8   | 2   | 2   | 5  | 3   | 378 |
| 2    | Alex Gurney       | 2   | 6   | 4   | 14  | 4   | 8   | 1   | 2   | 16  | 8   | 2   | 2   | 5  | 3   | 378 |
| 3    | J. C. France (en) | 11  | 7   | 8   | 13  | 7   | 9   | 5   | 4   | 7   | 4   | 12  | 4   | 4  | 4   | 340 |
| 3    | João Barbosa      | 11  | 7   | 8   | 13  | 7   | 9   | 5   | 4   | 7   | 4   | 12  | 4   | 4  | 4   | 340 |
| 4    | Darren Law        | 13  | 19  | 11  | 19  | 5   | 2   | 2   | 5   | 2   | 3   | 3   | 9   | 10 | 10  | 334 |
| 4    | David Donohue     | 13  | 19  | 11  | 19  | 5   | 2   | 2   | 5   | 2   | 3   | 3   | 9   | 10 | 10  | 334 |
| 5    | Mark Wilkins (en) | 19  | 8   | 15  | 6   | 6   | 7   | 4   | 18  | 15  | 1   | 1   | 3   | 6  | 6   | 332 |
| 5    | Brian Frisselle   | 19  | 8   | 15  | 6   | 6   | 7   | 4   | 18  | 15  | 1   | 1   | 3   | 6  | 6   | 332 |
| 6    | Max Angelelli     | 5   | 14  | 18  | 17  | 8   | 3   | 10  | 20  | 6   | 6   | 7   | 1   | 2  | 2   | 328 |
| 7    | Mark Patterson    | 6   | 3   | 5   | 9   | 16  | 4   | 6   | 13  | 4   | 18  | 8   | 12  | 1  | 13  | 325 |
| 8    | Nic Jönsson       | 4   | 11  | 3   | 16  | 9   | 10  | 9   | 3   | 13  | 12  | 5   | 5   | 13 | 5   | 321 |
| 8    | Ricardo Zonta     | 4   | 11  | 3   | 16  | 9   | 10  | 9   | 3   | 13  | 12  | 5   | 5   | 13 | 5   | 321 |
| 9    | Ian James         | 9   | 16  | 6   | 4   | 10  | 6   | 16  | 19  | 3   | 7   | 9   | 14  | 7  | 1   | 315 |
| 9    | John Pew (en)     | 9   | 16  | 6   | 4   | 10  | 6   | 16  | 19  | 3   | 7   | 9   | 14  | 7  | 1   | 315 |
| 10   | Oswaldo Negri Jr. | 6   | 3   | 5   | 9   | 16  | 4   | 6   | 13  | 4   | 18† | 8   | 12  | 1  | 13  | 312 |

| Couleur | Résultat                     |
| ------- | ---------------------------- |
| Or      | Vainqueur                    |
| Argent  | 2e place                     |
| Bronze  | 3e place                     |
| Vert    | Terminé, dans les points     |
| Bleu    | Terminé, pas dans les points |
| Violet  | Abandon (Ab.) ou (Ret)       |
| Violet  | Non classé (NC)              |
| Rouge   | Pas qualifié (DNQ)           |
| Noir    | Disqualifié (DSQ)            |
| Blanc   | Pas au départ (DNS)          |
| Blanc   | Forfait (WD)                 |
| Blanc   | N'a pas participé (DNP)      |
| Blanc   | Blessé (INJ)                 |
| Blanc   | Exclu (EX)                   |
| Blanc   | Course annulée (C)           |

### Grand Tourisme(GT)
| Pos. | Pilote(s)            | DAY | HOM | MEX | VIR | LGA | LRP | WGL | MDO | DAY | BAR | MON | NJ | SLK | Points |
| ---- | -------------------- | --- | --- | --- | --- | --- | --- | --- | --- | --- | --- | --- | -- | --- | ------ |
| 1    | Kelly Collins        | 7   | 1   | 2   | 4   | 1   | 1   | 3   | 11  | 4   | 6   | 7   | 9  | 1   | 373    |
| 1    | Paul Edwards         | 7   | 1   | 2   | 4   | 1   | 1   | 3   | 11  | 4   | 6   | 7   | 9  | 1   | 373    |
| 2    | Andrew Davis         | 9   | 24  | 1   | 1   | 17  | 3   | 2   | 2   | 3   | 4   | 1   | 2  | 2   | 364    |
| 2    | Robin Liddell        | 9   | 24  | 1   | 1   | 17  | 3   | 2   | 2   | 3   | 4   | 1   | 2  | 2   | 364    |
| 3    | Nick Ham             | 1   | 5   | 13  | 11  | 3   | 2   | 8   | 7   | 1   | 1   | 2   | 16 | 5   | 351    |
| 3    | Sylvain Tremblay     | 1   | 5   | 13  | 11  | 3   | 2   | 8   | 7   | 1   | 1   | 2   | 16 | 5   | 351    |
| 4    | Tim George, Jr. (en) | 3   | 2   | 12  | 2   | 2   | 6   | 24  | 20  | 9   | 3   | 6   | 1  | 3   | 330    |
| 5    | Bryce Miller         | 2   | 13  | 6   | 19  | 10  | 10  | 11  | 19  | 2   | 2   | 4   | 6  | 8   | 301    |
| 6    | Ted Ballou           | 2   | 13  | 6   | 19  | 10  | 10  | 11  | 4   | 5   | 5   | 11  | 4  | 7   | 301    |
| 7    | Spencer Pumpelly     | 3   | 2   | 12  | 2   | 2   | 6   | 24  | 20† | 9   | 5   | 11  | 4  | 7   | 297    |
| 8    | Dirk Werner          | 8   | 4   | 3   | 24  | 12  | 15  | 25† | 19  | 2   | 2   | 4   | 6  | 8   | 275    |
| 9    | Leh Keen             | 19  | 12  | 8   | 3   | 5   | 14  | 21  | 1   | 20  | 10  | 5   | 5  | 13  | 274    |
| 10   | Eric Lux             | 19  | 12  | 8   | 3   | 5   | 14  | 21† | 1   | 20  | 10  | 5   | 5  | 13  | 264    |

| Couleur | Résultat                     |
| ------- | ---------------------------- |
| Or      | Vainqueur                    |
| Argent  | 2e place                     |
| Bronze  | 3e place                     |
| Vert    | Terminé, dans les points     |
| Bleu    | Terminé, pas dans les points |
| Violet  | Abandon (Ab.) ou (Ret)       |
| Violet  | Non classé (NC)              |
| Rouge   | Pas qualifié (DNQ)           |
| Noir    | Disqualifié (DSQ)            |
| Blanc   | Pas au départ (DNS)          |
| Blanc   | Forfait (WD)                 |
| Blanc   | N'a pas participé (DNP)      |
| Blanc   | Blessé (INJ)                 |
| Blanc   | Exclu (EX)                   |
| Blanc   | Course annulée (C)           |

†: N'a pas réalisé 30 minutes de conduite et n'a pas reçu de points
- Tiebreakers : le pilote avec le plus grand nombre d'arrivées dans les premiers est mieux classé